# Yeardley Smith
Yeardley Smith (Parijs, 3 juli 1964) is een Amerikaanse actrice en stemactrice, vooral bekend als stem van Lisa Simpson in de animatieserie The Simpsons. In 1992 won ze een Emmy Award voor haar voice-overwerk voor die serie.

## Werk en leven
Smith werd als Martha Maria Yeardley Smith geboren in Parijs maar groeide op in Washington D.C. Naast haar werk als stemactrice voor The Simpsons speelde Smith mee in verschillende sitcoms, waaronder Herman's Head, Dharma and Greg en in 55 episodes van de serie Brothers. Ook speelde ze een groot aantal gastrollen, onder meer Dead Like Me.
Yeardley Smith was tussen 1990 en 1992 getrouwd met de Brits-Canadese acteur Chritopher Grove. In 2002 trouwde ze opnieuw, maar in mei 2008 vroeg Smith zelf een scheiding aan vanwege onoverkomelijke verschillen.

## Filmografie
- Waiting For Ophelia (2009)
- The Simpsons Game (2007) (VG) (stem)
- The Simpsons Movie (2007) (stem)
- The Simpsons: Hit & Run (2003) (VG) (stem)
- Back by Midnight (2002)
- The Simpsons Road Rage (2001) (VG) (stem)
- Just Write (1998)
- As Good as It Gets (1997)
- We're Back! A Dinosaur's Story (1993)
- Toys (1992)
- City Slickers (1991)
- Ginger Ale Afternoon (1989)
- Three O'Clock High (1987)
- Maximum Overdrive (1986)
- The Legend of Billie Jean (1985)
- Heaven Help Us (1985)

## Televisie
- The Simpsons (1987 - heden) als de stem van onder andere Lisa Simpson
- Phil of the Future (2006)
- Dead Like Me (2004)
- Dharma & Greg
- Smart Guy (1999)
- Sports Night (1998)
- Nash Bridges
- Herman's Head (1991)
- Mama's Family (1986)
- Brothers (1984)
- Teen Angel
- Becker (Als Ruby in de aflevering "Ms. Forture" in seizoen 5)

## Radio
- Return of the Jedi Radio Adaptation (1996) als de stem van EV-9D9

- Gemeinsame Normdatei: 1061829073
- International Standard Name Identifier: 0000 0000 4089 4724
- Library of Congress Control Number: no99013925
- MusicBrainz: ab00a73e-77af-4e99-879e-5757e7a695d6
- Nationale Bibliotheek van Tsjechië: pna2013749477
- Nationale Bibliotheek van Israël: 987007381376305171
- Virtual International Authority File: 297185599
- WorldCat: E39PBJq6W99YWKpTMTwG8D8grq